# رناتو سیلویرا
رناتو پالم دا سیلویرا (زادهٔ ۱۴ اکتبر ۱۹۹۱) بازیکن فوتبال اهل برزیل است که در پست مدافع وسط بازی می‌کند.